# Gaston af Frankrig
Gaston af Frankrig, Hertug af Orléans (fransk: Jean-Baptiste Gaston, Duc d'Orléans; 25. april 1608 – 2. februar 1660) var en fransk prins.

## Biografi
Gaston blev født den 25. april 1608 i Fontainebleau, Île-de-France, Frankrig. Han var en yngre søn af kong Henrik 4. af Frankrig og Marie af Medici. Han overtog titlen hertug af Orléans fra sin storebror Nicolas-Henri af Frankrig. Han var præsumptiv tronarving til den franske trone fra sin brors død i 1611 til sin nevø, den senere Ludvig 14.'s fødsel i 1638.
Han giftede sig første gang den 6. august 1626 i Nantes i Bretagne med Marie de Bourbon, Hertuginde af Montpensier, datter af Henri de Bourbon, Hertug af Montpensier og Henriette Catherine de Joyeuse. Han giftede sig anden gang den 31. januar 1632 i Nancy med Marguerite af Lorraine, datter af François 2., Hertug af Lorraine og Christine, Grevinde af Salm.
Gaston døde den 2. februar 1660 i en alder af 51 i Blois.